# Levels (Nick Jonas)
Levels è un brano di Nick Jonas pubblicato in tutto il mondo il 21 agosto 2015. Il brano è scritto da Sean Douglas, Stefan Johnson, Marcus Lomax, Ian Kirkpatrick, Sam Martin, Talay Riley e Jordan Johnson. Il cantante ha eseguito il brano il 30 agosto in coincidenza con gli MTV Video Music Awards 2015.